# Ozeanien-Meisterschaften im Straßenradsport
Die Ozeanien-Meisterschaften im Straßenradsport werden vom Ozeanischen Radsportverband OCC seit 1995 jährlich an wechselnden Orten ausgetragen. Startberechtigt sind Vertreter der Verbände, die als Vollmitglieder oder assoziierte Mitglieder dem OCC angehören.

## Geschichte
Die Meisterschaften finden traditionell im Winter oder Frühjahr im Rahmen von vier Tagen statt. Auf dem Programm stehen Einzelzeitfahren und Straßenrennen für Männer und Frauen in den Alterskategorien Elite, U23 und Junioren. Die Straßenrennen der U23-Klassen werden gemeinsam mit denen der Elite ausgetragen. In der Praxis kommt die Mehrzahl der Teilnehmer aus Australien und ein kleinerer Teil aus Neuseeland, während andere Länder, wenn überhaupt, nur einzelne Athleten entsenden. Die Anmeldung ist in der Regel frei, eine Vorauswahl durch die nationalen Verbände findet nicht statt. Viele australische Fahrer treten daher auch in den Farben ihres Vereins oder ihres Bundesstaats an. Von internationalem Belang ist die Veranstaltung dahingehend, dass sie für die Weltrangliste und die Qualifikation zur Weltmeisterschaften oder Olympischen Spielen zählt. Geschmälert wird die Bedeutung der Elite-Wettbewerbe durch die Tatsache, dass die besten australischen und neuseeländischen Profis zur selben Zeit in Europa bei den Wettbewerben der UCI WorldTour beschäftigt sind.
2003 fanden die ozeanischen Meisterschaften im Rahmen der australischen Straßen-Meisterschaften statt. Die Meisterschaften der Jahre 2008 und 2010 wurden aufgrund des UCI-Kalenders jeweils am Ende des Vorjahres ausgetragen. Aufgrund der Corona-Pandemie fielen die Meisterschaften im Jahr 2020 und 2021 aus. 2022 bis 2024 fanden sie im Rahmen gemeinsamer Ozeanischer Radsport-Meisterschaften mit Bahn, BMX, Mountainbike und Paracycling statt.

## Austragungsorte
| - 1995: Townsville (September) - 1997: Wanganui (September) - 1999: Sydney (September) - 2003: Yandina (5.–15. September) - 2005: Wanganui (3.–4. Dezember) - 2007: Black Rocks (3.–6. Mai) - 2008: Murwillumbah (8.–11. November 2007) - 2009: Geelong (12.–15. Februar) - 2010: Winton (13.–15. November 2009) - 2011: Shepparton (17.–20. März) - 2012: Queenstown (16.–18. März) | - 2013: Canberra (14.–17. März) - 2014: Toowoomba (20.–22. Februar) - 2015: Toowoomba (13.–15. Februar) - 2016: Bendigo (3.–5. März) - 2017: Canberra (9.–11. März) - 2018: Railton (23.–25. März) - 2019: Railton (15.–17. März) - 2020, 2021: nicht ausgetragen (Corona-Pandemie) - 2022: Brisbane (9.–10. April) - 2023: Brisbane (30. März–1. April) - 2024: Brisbane (12.–13. April) |

## Sieger

### Elite
| Jahr | Männer (ME)           | Männer (ME)       | Frauen (WE)       | Frauen (WE)       |
| Jahr | Straßenrennen         | Zeitfahren        | Straßenrennen     | Zeitfahren        |
| ---- | --------------------- | ----------------- | ----------------- | ----------------- |
| 1995 | Ric Reid              | Jonathan Hall     | Cathy Reardon     | Karen Barrow      |
| 1997 | Glen Mitchell         | Lee Vertongen     |                   |                   |
| 1999 | Jean-Charles Goyetche | Jonathan Hall     |                   |                   |
| 2003 | Chris Bradford        | Peter Milostic    | Leonie Aisbett    | Amy Safe          |
| 2005 | Gordon McCauley       | Gordon McCauley   | Sarah Ulmer       | Sarah Ulmer       |
| 2007 | Robert McLachlan      | Cameron Wurf      | Kathryn Watt      | Vicki Whitelaw    |
| 2008 | Hayden Roulston       | Gordon McCauley   | Rochelle Gilmore  | Bridie O’Donnell  |
| 2009 | Tommy Nankervis       | Chris Jongewaard  | Alexis Rhodes     | Bridie O’Donnell  |
| 2010 | Michael Matthews      | Drew Ginn         | Bridie O’Donnell  | Alexis Rhodes     |
| 2011 | Ryan Obst             | William Dickeson  | Shara Gillow      | Shara Gillow      |
| 2012 | Paul Odlin            | Samuel Horgan     | Gracie Elvin      | Shara Gillow      |
| 2013 | Cameron Meyer         | Paul Odlin        | Katrin Garfoot    | Taryn Heather     |
| 2014 | Luke Durbridge        | Joseph Cooper     | Jessica Allen     | Shara Gillow      |
| 2015 | Taylor Gunman         | Michael Hepburn   | Lauren Kitchen    | Katrin Garfoot    |
| 2016 | Sean Lake             | Sean Lake         | Shannon Malseed   | Katrin Garfoot    |
| 2017 | Lucas Hamilton        | Sean Lake         | Lisen Hockings    | Lucy Kennedy      |
| 2018 | Chris Harper          | Hamish Bond       | Sharlotte Lucas   | Grace Brown       |
| 2019 | Ben Dyball            | Ben Dyball        | Sharlotte Lucas   | Kate Perry        |
| 2020 | nicht ausgetragen     | nicht ausgetragen | nicht ausgetragen | nicht ausgetragen |
| 2021 | nicht ausgetragen     | nicht ausgetragen | nicht ausgetragen | nicht ausgetragen |
| 2022 | James Fouché          | Aaron Gate        | Josie Talbot      | Georgie Howe      |
| 2023 | Liam Walsh            | Thomas Sexton     | Sophie Edwards    | Georgia Perry     |
| 2024 | Ryan Cavanagh         | Aaron Gate        | Katelyn Nicholson | Isabelle Carnes   |

### U23
| Jahr | Männer (MU)       | Männer (MU)       | Frauen (WU)       | Frauen (WU)       |
| Jahr | Straßenrennen     | Zeitfahren        | Straßenrennen     | Zeitfahren        |
| ---- | ----------------- | ----------------- | ----------------- | ----------------- |
| 2003 | Scott Lyttle      | Timothy Gudsell   |                   |                   |
| 2005 | Clinton Avery     | Logan Hutchings   |                   |                   |
| 2007 | Sean Finning      | Hayden Josefski   |                   |                   |
| 2008 | Blair James       | Matthew Sillars   |                   |                   |
| 2009 |                   | Jack Anderson     |                   |                   |
| 2010 | Michael Matthews  | Michael Matthews  |                   |                   |
| 2011 | Richard Lang      | Damien Howson     |                   |                   |
| 2012 | Nick Aitken       | Damien Howson     |                   |                   |
| 2013 | Damien Howson     | Damien Howson     |                   |                   |
| 2014 | Robert Power      | Harry Carpenter   |                   |                   |
| 2015 | David Edwards     | Harry Carpenter   |                   |                   |
| 2016 | Michael Storer    | Alexander Morgan  |                   |                   |
| 2017 | Lucas Hamilton    | Liam Magennis     |                   |                   |
| 2018 | James Whelan      | Jake Marryatt     |                   | Mikayla Harvey    |
| 2019 | Tyler Lindorff    | Liam Magennis     |                   | Sarah Gigante     |
| 2020 | nicht ausgetragen | nicht ausgetragen | nicht ausgetragen | nicht ausgetragen |
| 2021 | nicht ausgetragen | nicht ausgetragen | nicht ausgetragen | nicht ausgetragen |
| 2022 | Brady Gilmore     | Logan Currie      | Ella Wyllie       | Anya Louw         |
| 2023 | Liam Walsh        | Brady Gilmore     | Keely Bennett     | Isabelle Carnes   |
| 2024 | Matthew Greenwood | Jackson Medway    | Keely Bennett     | Sophia Sammons    |

### Junioren
| Jahr | Männer (MJ)       | Männer (MJ)           | Frauen (WJ)         | Frauen (WJ)               |
| Jahr | Straßenrennen     | Zeitfahren            | Straßenrennen       | Zeitfahren                |
| ---- | ----------------- | --------------------- | ------------------- | ------------------------- |
| 2003 | Michael Teggelove | Sean Finning          | Hannah Banks        | Amy Kirk                  |
| 2005 | Matt King         | Jesse Sergent         | Kerri-Anne Torckler | Rachel Mercer             |
| 2007 | Lachlan Stewart   | Rohan Dennis          | Josephine Tomic     | Josephine Tomic           |
| 2007 | Jamie Crass       | Alex McGregor         | Emma Petersen       | Emma Petersen             |
| 2009 | Patrick Bevin     | Aaron Donnelly        | Kendelle Hodges     | Alexandra Carle           |
| 2010 | Brad Evans        | Andrew Van Der Hayden |                     | Georgia Williams          |
| 2011 | Calvin Watson     | Nick Schultz          | Jessica Mundy       | Jessica Allen             |
| 2012 | Bradley Linfield  | Alexander Morgan      | Emily Herfoss       | Allison Rice              |
| 2013 | Ryan Cavanagh     | Tom Kaesler           | Josie Talbot        | Emily McRedmond           |
| 2014 | Lucas Hamilton    | Michael Storer        | Elizabeth Stannard  | Alexandra Manly           |
| 2015 | Jackson Carman    | Michael Storer        | Kristina Clonan     | Anna-Leeza Hull           |
| 2016 | James Fouché      | Harrison Sweeny       | Chloe Moran         | Mikayla Harvey            |
| 2017 | Sebastian Berwick | Sebastian Berwick     | Madeleine Fasnacht  | Maeve Plouffe             |
| 2018 | Carter Turnbull   | Lucas Plapp           | Sarah Gigante       | Anya Louw                 |
| 2019 | Finn Fisher-Black | Finn Fisher-Black     | Ella Wyllie         | Francesca Sewell          |
| 2020 | nicht ausgetragen | nicht ausgetragen     | nicht ausgetragen   | nicht ausgetragen         |
| 2021 | nicht ausgetragen | nicht ausgetragen     | nicht ausgetragen   | nicht ausgetragen         |
| 2022 | Oscar Chamberlain | William Eaves         | Belinda Bailey      | Isabelle Carnes           |
| 2023 | Will Heath        | Wil Holmes            | Talia Appleton      | Felicity Wilson-Haffenden |
| 2024 | Max Goold         | Reef Roberts          | Lauren Bates        | Lilyth Jones              |